# استیل کارنیتین
استیل کارنتین یا استیل-ال-کارنیتین یا ALCAR، به اختصار ALC، به شکل استیل شده ال-کارنیتین است. این ترکیب به‌طور طبیعی توسط بدن انسان تولید می‌شود و به عنوان یک مکمل غذایی نیز در دسترس است. استیل کارنیتین در خون توسط استرازهای پلاسما به کارنیتین، که بدن برای انتقال اسیدهای چرب به داخل میتوکندری آن را تجزیه می‌کند، استفاده می‌شود.

## تولید و عمل بیوشیمیایی
کارنیتین یک ماده مغذی است که در صورت نیاز توسط بدن ساخته می‌شود و به عنوان بستری برای واکنش‌های مهم عمل می‌کند که گروه آسیل را می‌پذیرد یا از دست می‌دهد. استیل کارنیتین فراوان‌ترین مشتق طبیعی است که در واکنش زیر تشکیل می‌شود:
استیل-کوآنزیم A + کارنیتین ⇌ کوآنزیم A + استیل کارنیتین
در واکنش بالا، گروه استیل اتم هیدروژن را در گروه هیدروکسیل مرکزی کارنیتین جابجا می‌کند. کوآنزیم A (CoA) نقش کلیدی در چرخه کربس در میتوکندری ایفا می‌کند، که برای تولید ATP ضروری است و به بسیاری از واکنش‌ها در سلول‌های جانوران انرژی می‌دهد. استیل-CoA بستر اولیه برای چرخه کربس است که باید پس از استیل زدایی، با یک گروه استیل ترکیب شود تا چرخه کربس به کار خود ادامه دهد.
به نظر می‌رسد که انواع سلول‌ها، ناقل‌هایی برای واردات کارنیتین و صادرات آسیل کارنیتین دارند که مکانیسمی برای از بین بردن بخش‌های زنجیره بلندتر باشد. با این حال بسیاری سلول‌ها نیز می‌توانند ALC را به صورت کامل وارد کنند.
در داخل سلول‌ها، کارنیتین نقش کلیدی در وارد کردن استیل کوآنزیم A به میتوکندری ایفا می‌کند. گروه آسیل از استیل کوآنزیم A به کارنیتین منتقل و آسیل-کارنیتین قبل از انتقال به یک مولکول CoA از طریق هر دو غشای میتوکندری وارد و سپس به استیل-CoA، بتا اکسید می‌شود. مجموعه جداگانه‌ای از آنزیمها و ناقل‌های ایجاد شده توسط کمپلکس پیرووات دهیدروژناز که بیش از حد استفاده در چرخه کربس هستند، نیز با حذف استیل-CoA از داخل میتوکندری نقش مهمی را در این فرایند ایفا می‌کند. کارنیتین بخش استیل را می‌پذیرد و به ALC تبدیل می‌شود سپس به خارج از میتوکندری و به داخل سیتوزول انتقال می‌یابد. اما CoA، آزاد در داخل میتوکندری باقی می‌ماند و آماده پذیرش واردات جدید زنجیره‌های اسید چرب می‌شود. ALC موجود در سیتوزول می‌تواند مجموعه‌ای از گروه‌های استیل را برای CoA، در صورتی که سلول به آن نیاز داشته باشد، تشکیل دهد.
استیل کوآنزیم A اضافی باعث می‌شود که کربوهیدرات‌های بیشتری برای ذخیره انرژی به صورت اسیدهای چرب ذخیره شوند. این عمل با مکانیسم‌های مختلف در داخل و خارج میتوکندری همراه است. انتقال ALC استیل-CoA را در داخل میتوکندری کاهش و در خارج آن افزایش پیدا می‌دهد.

## تأثیر بر سلامتی
یک بررسی در سال ۲۰۱۶ نشان داد، مکمل‌های کارنیتین و ALC هشدارهایی دربارهٔ خطر تشنج در افراد مبتلا به صرع دارند، اما این خطر فقط بر اساس آزمایش‌های حیوانی تشخیص داده شده‌است.

## پژوهش‌های درمانی

### بررسی‌ها
نوروپاتی محیطی: متاآنالیزهایی در سال ۲۰۱۵ و ۲۰۱۷ نشان دادند که ALC درد ناشی از نوروپاتی محیطی را با عوارض جانبی کمی کاهش می‌دهد. بررسی سال ۲۰۱۷ تأثیرات بهبود دهنده ALC در پارامترهای الکترومیوگرافی را نیز مشخص نمود؛ هر چند آزمایش‌های تصادفی و کنترل‌شده بیشتری برای تأیید نتایج این آزمایش‌ها مورد نیاز است. در بررسی به روز شده کاکرین در سال ۲۰۱۹ از چهار مطالعه با ۹۰۷ شرکت کننده در یک بازه ۶ تا ۱۲ ماه مصرف ALC، برای کاهش درد، نتایج مشخصی برای درمان نوروپاتی به دست نیامده است.